# OceanLab
OceanLab (también llamado Above & Beyond presents OceanLab) es un grupo de trance formado en los 2000 en Londres por los tres miembros de Above & Beyond: Jono Grant, Paavo Siljamäki y Tony McGuinness y la vocalista Justine Suissa que también ha colaborado con otros artistas trance como Armin van Buuren y Chicane.
Sus temas han sido remezclados por Cosmic Gate, Ferry Corsten, Geert Huinink, Higher Ground, Kyau & Albert, Maor Levi, Markus Schulz, Mike Shiver, Sonorous e Ilan Bluestone.

## Producciones
El éxito inicial del grupo fue ayudado en gran parte por varios artistas de la música trance remezclando sus trabajos originales. El primer sencillo que se lanzó en el 2001 fue el tema "Clear Blue Water", que fue remezclado por varios artistas, pero el más exitoso remix fue realizado por Ferry Corsten. La canción alcanzó el puesto # 48 en la UK Singles Chart en abril de 2002. El segundo sencillo, "Sky Falls Down" fue lanzado en 2002 y remezclado por Armin van Buuren. El tercer sencillo "Beautiful Together" fue lanzado en 2003 y fue mezclado por Seraque, Silvestre y Signum. El cuarto sencillo "Satélite" fue considerado como el verdadero rompe pistas que fue lanzado en 2004 y que alcanzó el puesto # 19 en UK Chart en mayo de 2004.
El 24 de agosto de 2007, "Breaking Ties" (Above & Beyond Analogue Heaven Mix), fue presentado en TATW # 178. Material de archivo que comenzó a aparecer en YouTube en torno a octubre de 2007. El 1 de noviembre de 2007 "Miracle" también apareció en YouTube. 
El 14 de marzo de 2008, se estrenó "Sirens of the Sea" (Above & Beyond Club Mix) en todo el mundo en el episodio # 207. Se presentó como uno de los nuevos singles para el próximo álbum. Antes de esto, "Sirens of the Sea" (Kyau & Albert Remix) fue lanzado en el recopilatorio Anjunabeats Volumen 3.
El 7 de abril de 2008, el sencillo "Sirens of the Sea" fue lanzado y con sus nuevos remixes de Sonorous, Cosmic Gate, Maor Levi, así como el remix de Kyau & Albert se incluyeron.
El 10 de junio de 2008, el álbum debut de Oceanlab "Sirens of the Sea". Fue anunciada en el sitio web Anjunabeats con una fecha de lanzamiento de 21 de julio de 2008. El sencillo, "Miracle", apareció una semana antes, el 14 de julio de 2008 incluyendo la versión Above & Beyond Club Mix, así como los remixes de Martin Roth, Michael Cassette y Fletch. El sencillo, "Breaking Ties" apareció en agosto de 2008.

## Discografía

### Álbumes
- 2008: Sirens of the Sea
- 2009: Sirens of the Sea Remixed

### Sencillos
- 2001: Clear Blue Water
- 2002: Sky Falls Down
- 2003: Beautiful Together
- 2008: Satellite
- 2008: Miracle
- 2008: Sirens Of The Sea
- 2008: Breaking Ties
- 2009: On A Good Day
- 2009: Lonely Girl
- 2009: Ashes
- 2010: On A Good Day (Metropolis)
- 2016: Another Chance